# Isla Coronación

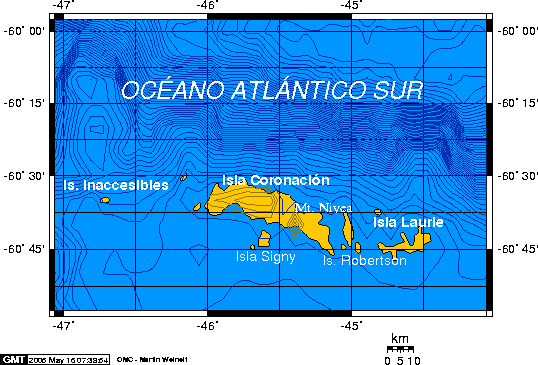
Mapa de las Orcadas del Sur.

La isla Coronación es la más grande de las islas Orcadas del Sur en la Antártida. Se ubica a 60°37′S 45°35′O / -60.617, -45.583.
La isla se extiende en una dirección en general este-oeste y mide 40 km de largo y entre 5 a 13 km de ancho. Está principalmente cubierta por el hielo y comprende numerosas bahías, glaciares y picos, su punto más alto está a 1265 m s. n. m.
Fue descubierta en diciembre de 1821, en el curso del crucero conjunto del capitán Nathaniel Palmer, un marino estadounidense, y el capitán George Powell, un marino británico. Fue llamada así por Powell en honor de la coronación de Jorge IV del Reino Unido, quien se había convertido en el rey de Gran Bretaña en 1820. Powell tomó posesión de la isla para el Reino Unido el 7 de diciembre de 1821 a nombre del rey Jorge IV.

## Base C
La base C o Bahía Sandefjord (Station C — Sandefjord Bay): ubicada en (60°37′S 46°02′O / -60.617, -46.033) punta Moreton en la bahía Sandefjord fue construida por el Reino Unido el 19 de febrero de 1945 pero nunca fue ocupada. Colapsó el 1 de febrero de 1955. El 21 de enero de 1946 fue remplazada por la Station C — Cape Geddes ubicada en la península de la isla Laurie, ocupada hasta el 17 de marzo de 1947 cuando fue cerrada.

## Reclamaciones territoriales
Argentina incluye a la isla en el departamento Antártida Argentina dentro de la provincia de Tierra del Fuego, Antártida e Islas del Atlántico Sur, y para el Reino Unido integra el Territorio Antártico Británico, pero ambas reclamaciones están sujetas a las disposiciones del Tratado Antártico.
Nomenclatura de los países reclamantes: 
- Argentina: isla Coronación
- Reino Unido: Coronation Island